# Hauraki Gulf Maritime Park
Der Hauraki Gulf Maritime Park war ein Meeresschutzgebiet in Neuseeland, das 1967 gegründet und nachdem seine gesetzliche Grundlage im Jahr 1990 aufgehoben wurde, im Jahr 2000 in den neugegründeten Hauraki Gulf Marine Park integriert wurde.

## Geographie
Der Hauraki Gulf Maritime Park wurde umrissen mit dem gesamten Hauraki Gulf im Norden der Nordinsel von Neuseeland und der Ostküste der Coromandel Peninsula, beginnend vom Whangamatā Harbour im Süden bis nördlich in der Höhe der Bland Bay an der Ostküste von Northland.

## Geschichte
Das Konzept für ein Meeresschutzgebiet im Bereich des Hauraki Gulf entwickelte sich in den 1960er Jahren und fand 1967 mit dem Gesetz des Hauraki Gulf Maritime Park Act 1967 seine Verwirklichung. Ziel des Vorhabens war es seinerzeit, das Gebiet, beginnend vom Hauraki Gulf bis zu den nördlich liegenden Poor Knights Islands, unter Schutz zu stellen.
Der seinerzeit mit dem Park gegründete Hauraki Gulf Maritime Park Board genehmigte im Jahr 1982 einen Managementplan, der den Naturschutz, die Verwaltung des historischen Erbes sowie die öffentliche Erholung und die Landwirtschaft integrierend zusammenführte und zugleich dabei Pionierarbeit bei der Beseitigung von Schädlingen auf den Inseln und der Wiederherstellung von natürlichen Lebensräumen leistete.
1990 wurden mit dem Gesetz des Conservation Law Reform Act 1990 die Vielzahl der halböffentlichen Verwaltungsbehörden, die sich um Umwelt- und Naturschutz kümmerten, reduziert und im Zuge dieses Gesetzes auch die Gesetzesgrundlage dem Hauraki Gulf Maritime Park entzogen. Zeitgleich übernahm das Department of Conservation die Verwaltung des Parks, was aber in der Öffentlichkeit nicht auf Zustimmung stieß, denn damit fiel die Verwaltung des Parks aufgeteilt in die Zuständigkeiten der drei lokalen Verwaltungsgebiete des Departments, die da waren Northland, Auckland und Waikato.
Am 8. August 1993 präsentierte der damalige Minister of Conservation, Denis Marshall, den Plan, das Gebiet des Parks auszuweiten und den neuen Park Hauraki Gulf Marine Park zu nennen. Zahlreiche Meetings und Diskussionen auf politischer Ebene und mit den Stämmen der betroffenen Māori folgten und am 27. Februar 2000 erlangte das neue Gesetz Hauraki Gulf Marine Park Act 2000 zur Gründung des neuen Hauraki Gulf Marine Park Rechtskraft.

## Inseln / Inselgruppen / Kaps
Folgende Inseln wurden 1967 dem Hauraki Gulf Maritime Park zugeordnet:
| Inseln / Inselgruppen / Kaps             | Klassifikation               | Größe in Hektar (ha) | Bemerkungen                                                        |
| ---------------------------------------- | ---------------------------- | -------------------- | ------------------------------------------------------------------ |
| Aldermen Islands                         | Nature                       | 133,5462             |                                                                    |
| Beehive Island                           |                              | 0,8093               | nicht klassifiziert, da Privatbesitz                               |
| Browns Island                            | Recreation                   | 59,8934              |                                                                    |
| Bream Islands                            | Scenic, Nature               | 7,5271               | 2 innere Inseln (Scenic), 2 äußere Inseln (Nature)                 |
| Casnell Island                           | Scenic                       | 6,7784               |                                                                    |
| Cuvier Island                            | Nature                       | 171,1820             | teilweise                                                          |
| Goat Island                              | Scientific                   | 9,3077               |                                                                    |
| Great Barrier Island                     | Historic, Scenic, Recreation | 840,8949             | teilweise Historic, teilweise Scenic, teilweise Recreation         |
| Hen and Chickens Islands                 | Nature                       | 842,4542             |                                                                    |
| Kawau Island                             | Historic, Scenic, Recreation | 220,2396             | teilweise Historic, teilweise Scenic, teilweise Recreation         |
| Te Hauturu-o-Toi / Little Barrier Island | Nature                       | 2816,6120            |                                                                    |
| Mercury Islands                          | Nature, Scenic               | 346,4107             | teilweise Nature, teilweise Scenic, aber ohne Great Mercury Island |
| Mokohinau Islands                        | Nature                       | 1080,5010            | ohne Burgess Island                                                |
| Motuihe Island                           | Recreation                   | 178,6433             |                                                                    |
| Motuora Island                           | Recreation                   | 79,7230              |                                                                    |
| Motutapere Island                        | Scenic                       | 45,8000              |                                                                    |
| Motutapu Island                          | Recreation                   | 1508,6679            |                                                                    |
| Motutara Island                          | Scenic                       | 4,0005               |                                                                    |
| North Head                               | Historic                     | 8,7201               |                                                                    |
| Pinnacles and Sugarloaf                  | Nature                       | 4,4000               | (Poor Knights Group)                                               |
| Poor Knights Islands                     | Nature                       | 267,0000             |                                                                    |
| Rakino Island                            | Recreation                   | 9,6617               | teilweise                                                          |
| Rangitoto Island                         | Scenic                       | 2310,8434            |                                                                    |
| Sail Rock                                | Nature                       | 1,7500               | (Tuturu)                                                           |
| Saddle Island                            | Scenic                       | 4,6538               |                                                                    |
| Tiritiri Matangi Island                  | Scientific                   | 206,5282             | teilweise                                                          |